# Rue Sainte-Félicité
La rue Sainte-Félicité est une voie du 15e arrondissement de Paris, en France.

## Situation et accès

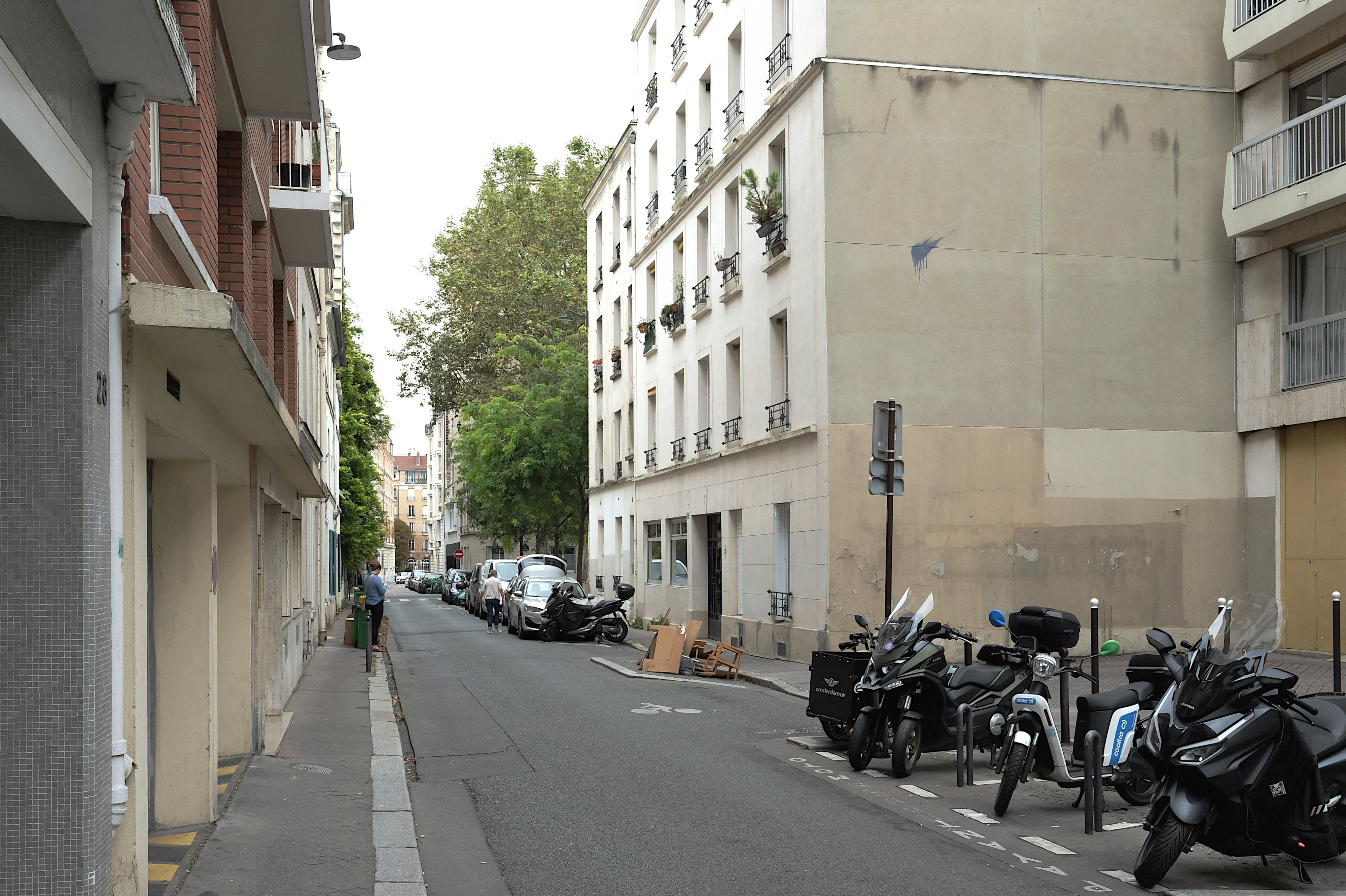
La rue Sainte-Félicité vue de la rue des Favorites.

La rue Sainte-Félicité est une voie publique située dans le 15e arrondissement de Paris. Elle débute aux 12-16, rue de la Procession et se termine aux 17-21, rue des Favorites.

## Origine du nom
Elle porte le nom de sainte Félicité, martyrisée au IIe siècle.

## Historique
Cette voie ouverte en 1931, qui se terminait alors en impasse au-delà de la rue Paul-Barruel, portait le nom d'« impasse Sainte-Félicité ». Sa prolongation, en 1939, jusqu'à la rue des Favorites, lui a fait donner le nom de « rue Sainte-Félicité » le 26 août 1965.

## Bâtiments remarquables et lieux de mémoire

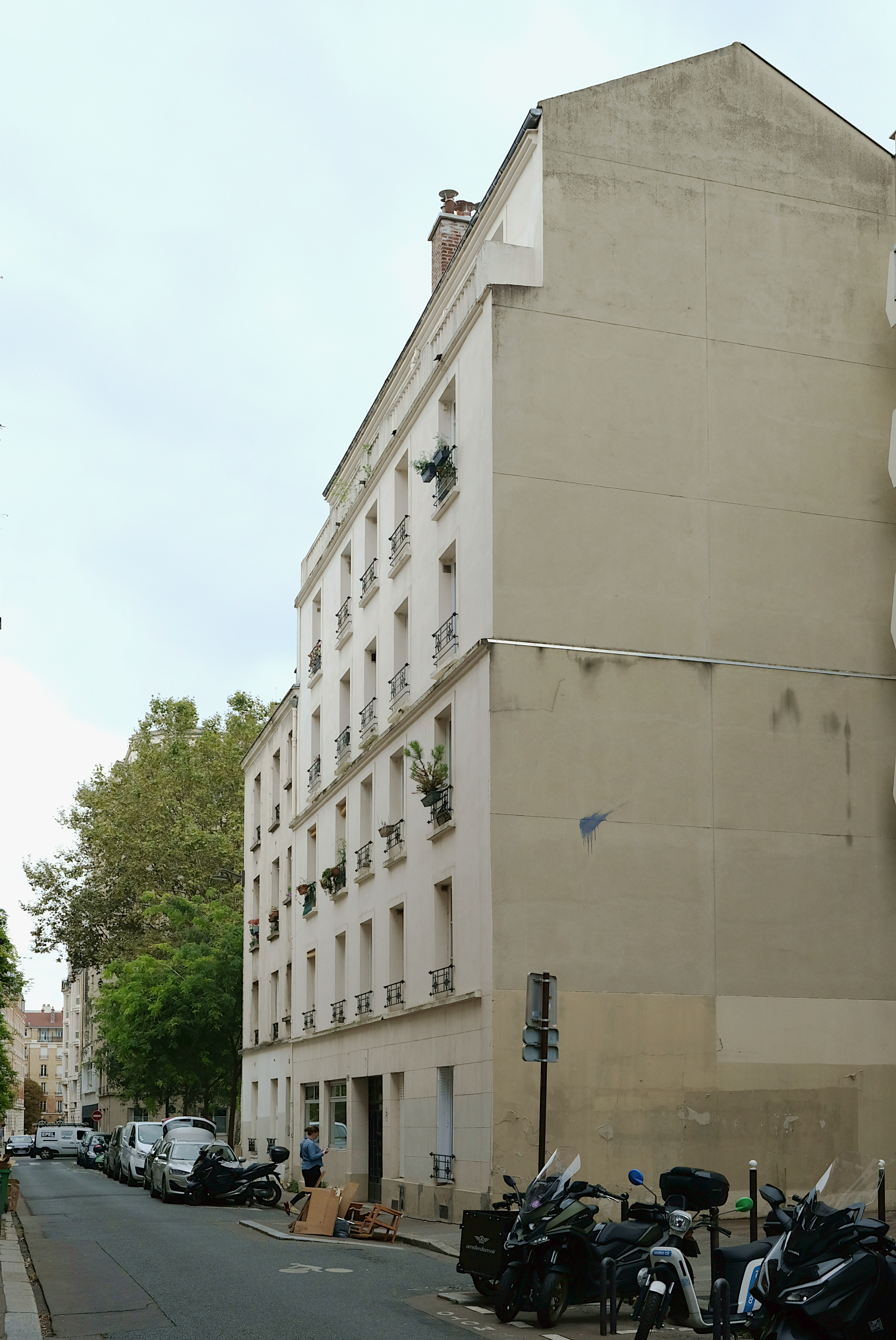
N°7 et n°5.